# Listopad 2004 w sporcie
Zobacz też: Listopad 2004 • Zmarli w listopadzie 2004

## 28 listopada
- Drugi konkurs Pucharu Świata w skokach narciarskich w Ruce ponownie wygrał Janne Ahonen, przed Morgensternem (Austria) i Jandą (Czechy). Adam Małysz zajął 19. miejsce.
- Konkurs Pucharu Świata w kombinacji norweskiej w Ruce wygrał Fin Hannu Manninen.
- Konkursy Pucharu Świata w biegach narciarskich wygrali Niemiec Axel Teichmann i Estonka Kristina Šmigun.
- W konkurencji czwórek bobslejowych zawody Pucharu Świata na torze w Winterbergu wygrała osada USA z pilotem Toddem Haysem.
- Supergigant w Lake Louise w ramach alpejskiego Pucharu Świata wygrał Amerykanin Bode Miller, przez Austriakami Hermannem Maierem i Michaelem Walchhoferem.
- Tenisowy Puchar Federacji zdobyła po raz pierwszy w historii reprezentacja Rosji. O końcowym sukcesie w pojedynku z obrończyniami Pucharu Francuzkami (3:2) zadecydował debel Anastasija Myskina/Wiera Zwonariowa.
- Ostatni turniej cyklu ITTF Tour w tenisie stołowym w Sankt Petersburgu wygrali w grach pojedynczych Grek Kallinikos Kreanga i Yana Tie z Hongkongu.
- Polska otrzymała prawo organizacji turnieju finałowego mistrzostw Europy koszykarzy w 2009.
- W finale snookerowego turnieju rankingowego UK Championship Szkot Stephen Maguire pokonał zdecydowanie Anglika Davida Graya 10:1.

## 27 listopada
- W przełożonych z 26 listopada inauguracyjnych zawodach Pucharu Świata w skokach narciarskich w Ruce triumfował obrońca trofeum, Fin Janne Ahonen przed Niemcem Alexandrem Herrem i Austriakiem Martinem Höllwarthem.
- Po zwycięstwie nad Macedonią reprezentacja Polski kobiet w piłce ręcznej zapewniła sobie zwycięstwo w turnieju preeliminacyjnym mistrzostw świata 2005.
- w Ruce zainaugurowali kolejny sezon Pucharu Świata także specjaliści narciarskiej kombinacji norweskiej. Zawody wygrał Niemiec Ronny Ackermann przed obrońcą Pucharu Finem Manninenem i Amerykaninem Lodwickiem.
- Zawody Pucharu Świata w biegach narciarskich w Ruce wygrał Francuz Vincent Vittoz.
- Inauguracyjne zawody Pucharu Świata w bobslejach dwójkach na torze w Winterbergu wygrała osada niemiecka Andre Lange i Kevin Kuske.
- Zawody alpejskiego Pucharu Świata wygrali Amerykanin Bode Miller (bieg zjazdowy w kanadyjskim Lake Louise), Finka Tanja Poutiainen (slalom gigant w kalifornijskim Aspen) i Chorwatka Janica Kostelić (slalom specjalny w Aspen).

## 25 listopada
- W spotkaniu piłkarskiego Pucharu UEFA Amica Wronki uległa na swoim stadionie holenderskiemu AZ Alkmaar 1:3 (0:3) i straciła szanse na awans do kolejnej rundy.
- Do finału tenisowego Pucharu Federacji awansowały Francja (obrońca tytułu) i Rosja (gospodarz turnieju finałowego).
- Z powodu złych warunków atmosferycznych nie odbyły się eliminacje do premierowych zawodów Pucharu Świata w skokach narciarskich w fińskiej Ruce.

## 24 listopada
- Do grona zespołów pewnych udziału w dalszej części rozgrywek Ligi Mistrzów dołączyły FC Barcelona, A.C. Milan i PSV Eindhoven. Zobacz inne wyniki.
- W Moskwie rozpoczął się turniej finałowy tenisowego Pucharu Federacji. W półfinałach po pierwszym dniu prowadzą Rosja (2:0 z Austrią) i Francja (2:0 z Hiszpanią).

## 23 listopada
- Po piątej kolejce spotkań grupowych w piłkarskiej Lidze Mistrzów awans do kolejnej rundy zapewniły sobie Manchester United i Bayern Monachium.

## 21 listopada
- W ostatniej kolejce rundy jesiennej Wisła Kraków umocniła się na czele tabeli ekstraklasy piłkarskiej, pokonując Groclin Grodzisk Wielkopolski na wyjeździe 4:2 (1:1). Na przerwę zimową piłkarze z Krakowa schodzą z przewagą 8 punktów nad Legią Warszawa i 10 nad Groclinem, a zdecydowanym liderem klasyfikacji najlepszych strzelców jest Tomasz Frankowski, który strzelił 19 bramek.
- Szwajcar Roger Federer obronił tytuł w tenisowym Masters w Houston, pokonując Australijczyka Hewitta 6:3, 6:2. W klasyfikacji rocznej za Federerem – zdecydowanym liderem – uplasowali się Andy Roddick i Hewitt.
- Zarząd Polskiego Związku Koszykówki przyjął rezygnację trenera reprezentacji mężczyzn Andrzeja Kowalczyka. Prowadził on zespół od marca 2003 (wcześniej był asystentem poprzedniego trenera Dariusza Szczubiała), a bezpośrednim powodem dymisji był słaby występ reprezentacji w eliminacjach Mistrzostw Europy 2005.
- W turnieju tenisa stołowego z cyklu ITTF Pro Tour, międzynarodowych mistrzostwach Austrii w Wels, swoje sukcesy w grze pojedynczej z ubiegłotygodniowych otwartych mistrzostw Niemiec powtórzyli Niemiec Timo Boll i Chinka Niu Jianfeng.

## 20 listopada
- W prestiżowym meczu na szczycie ekstraklasy piłkarskiej Hiszpanii FC Barcelona pokonała na własnym stadionie Real Madryt 3:0 (2:0) i umocniła się na pozycji lidera tabeli.
- W finale tenisowego Masters deblistów w Houston obrońcy tytułu, bracia Mike i Bob Bryan pokonali parę z Zimbabwe, Ullyetta i Blacka 4:6, 7:5, 6:4, 6;2.
- Janusz Woda został wybrany na prezesa Polskiego Związku Szachowego, pokonując w wyborach dotychczasowego prezesa, Przemysława Gdańskiego.

## 17 listopada
- W meczu towarzyskim Polska zremisowała bezbramkowo z Francją.
- Odbyła się seria spotkań eliminacyjnych do piłkarskich mistrzostw świata. Niespodzianką jest porażka obrońcy tytułu Brazylii z Ekwadorem 0:1. W meczach w grupach europejskich wygrywały m.in. Holandia, Litwa, Ukraina i Grecja.
- Po porażce w meczu towarzyskim z Niemcami zwolniony został selekcjoner kadry piłkarskiej Kamerunu Niemiec Winfried Schaefer.
- Zmarł śmiercią samobójczą Mikael Ljungberg, szwedzki zapaśnik w stylu klasycznym, mistrz olimpijski z Sydney (2000) w kategorii 97 kg.
- Zmarł Aleksandr Ragulin, hokeista radziecki, trzykrotny mistrz olimpijski (1964, 1968, 1972).

## 15 listopada
- Rozpoczął się w Houston turniej tenisowy Masters w grze pojedynczej mężczyzn. W inauguracyjnym meczu obrońca tytułu i lider rankingu światowego Roger Federer pokonał mistrza French Open Gastóna Gaudio 6:1, 7:6. Pozostałe mecze zostały przełożone ze względu na opady deszczu.
- Turniej Masters zakończyły jednocześnie tenisistki. W Los Angeles w grze pojedynczej triumfowała Rosjanka Marija Szarapowa, pokonując w powtórce finału wimbledońskiego Amerykankę Serenę Williams 4:6, 6:2, 6:4; w decydującym secie Szarapowa wygrała mimo początkowego prowadzenia Williams 4:0. W konkurencji debla zwycięstwo odniosły Nadieżda Pietrowa (Rosja) i Meghann Shaughnessy (USA), pokonując Carę Black (Zimbabwe) i Rennae Stubbs (Australia) 7:5, 6:2.
- W Lublinie zmarł Honorat Wiśniewski, trener lekkoatletyczny, były szef wyszkolenia Polskiego Związku Lekkiej Atletyki.

## 14 listopada
- Ostatnią eliminację rajdowych mistrzostw świata kierowców, Rajd Australii, wygrał Francuz Sébastien Loeb, który już kilka tygodni wcześniej zapewnił sobie tytuł mistrzowski. Loeb wyprzedził na mecie Fina Harriego Rovanperę i Belga François Duvala. Było to szóste w sezonie zwycięstwo Loeba (wyrównany rekord Auriola z 1992). W klasyfikacji generalnej mistrzostw świata za Loebem uplasowali się Norweg Petter Solberg (mistrz 2003) i Estończyk Markko Martin, czwarte miejsce zajął kończący karierę były mistrz świata Hiszpan Carlos Sainz. W klasyfikacji konstruktorów tytuł mistrzowski przypadł ekipie Citroena, przed Fordem i Subaru.
- Reprezentacja Polski wygrała turniej eliminacyjny do igrzysk olimpijskich w hokeju na lodzie w Nowym Targu, wyprzedzając Holandię, Litwę i Chorwację. Polska awansowała do kolejnego etapu eliminacji (turniej w Rydze w lutym 2005 z udziałem Łotwy, Białorusi i Słowenii).
- Zmarł Jacek Zglinicki, były trener reprezentacji Polski w piłce ręcznej, m.in. na igrzyskach olimpijskich w Moskwie 1980.
- Rozpoczął się kolejny sezon w Pucharze Świata w łyżwiarstwie szybkim i saneczkarstwie na torach lodowych.
- Timo Boll (Niemcy) i Niu Jianfeng (Chiny) zwycięzcami gry pojedynczej w Międzynarodowych Mistrzostwach Niemiec w tenisie stołowym.
- Szwed Göran Petersson został wybrany na prezesa Międzynarodowej Federacji Żeglarskiej (ISAF), w miejsce Kanadyjczyka Paula Hendersona.
- Po porażce Amélie Mauresmo w półfinale tenisowego Masters kobiet (z Sereną Williams) pozycję nr 1 w rankingu światowym na koniec roku zapewniła sobie Lindsay Davenport.
- Zwycięstwo Johna Higginsa w snookerowym turnieju rankingowym British Open. W finale szkocki zawodnik pokonał rodaka Stephena Maguire.

## 13 listopada
- Wisła Kraków wygrała mecz ligowy XII kolejki polskiej ekstraklasy z Lechem Poznań 4:1 i zapewniła sobie tytuł mistrza jesieni. Trzy bramki zdobył Tomasz Frankowski.
- John Ruiz obronił tytuł zawodowego mistrza świata federacji WBA w boksie w kategorii ciężkiej, pokonując jednogłośnie na punkty (114:111, 114:111, 113:112) Andrzeja Gołotę w Nowym Jorku.
- W Houston rozpoczął się tenisowy turniej Masters w grze podwójnej. Obrońcy tytułu Bob i Mike Bryanowie wygrali z parą Etlis/Rodríguez, a duet szwedzko-australijski Björkman/Woodbridge pokonał Hindusa Bhupathiego i Białorusina Mirnego. W drugiej grupie turnieju reprezentacji Zimbabwe Kevin Ullyett i Wayne Black wygrali z czeskimi weteranami Sukiem i Dammem. Ponadto w Masters grają jeszcze pary Olivier Rochus/Xavier Malisse i Mark Knowles/Daniel Nestor.

## 12 listopada
- John Toshack został selekcjonerem kadry piłkarskiej Walii, rywalizującej m.in. z Polską w grupie eliminacyjnej mistrzostw świata. Jego poprzednikiem był Mark Hughes.

## 9 listopada
- „Przegląd Sportowy” poinformował o zakończeniu kariery sportowej przez polskiego lekkoatletę, Pawła Januszewskiego, byłego mistrza Europy w biegu na 400 m przez płotki.

## 8 listopada
- Zmarł Eddie Charlton, były mistrz świata w snookerze.

## 7 listopada
- Znany maraton w Nowym Jorku zakończył się zwycięstwem Brytyjki Pauli Radcliffe i Hendrika Ramaali z RPA.
- Zakończyły się turnieje tenisowe w Paryżu (hala Bercy, mężczyźni) oraz kobiece w Filadelfii i Quebecu. W finale w Paryżu Marat Safin pokonał Radka Štěpánka 6:3, 7:6, 6:3, w Filadelfii Amélie Mauresmo pokonała Wierę Zwonariową 3:6, 6:2, 6:2, a w Quebecu Słowaczka Martina Suchá wygrała z Amerykanką Abigail Spears 7:5, 3:6, 6:2.
- Wyłoniono pełny skład turnieju Masters kobiet w Los Angeles (10-15 listopada). Zagra w nim pięć Rosjanek: Zwonariowa, Szarapowa, Kuzniecowa, Diemientjewa i Myskina, a także Amerykanki Davenport i Serena Williams oraz Francuzka Mauresmo. Do turnieju awansowała również Belgijka Henin-Hardenne, ale nie wystąpi z powodu kontuzji.
- W turnieju Masters deblistek wystąpią pary: Ruano Pascal/Suárez, Black/Stubbs, Kuzniecowa/Lichowcewa oraz Pietrowa/Shaughnessy.

## 6 listopada
- Po udanym starcie w Rajdzie Argentyny Polacy Jacek Czachor i Marek Dąbrowski zapewnili sobie miejsca na podium mistrzostw świata w motocyklowych rajdach długodystansowych. Mistrzem świata został Norweg Olle Anders Ullevaseter, Czachor zajął 2., a Dąbrowski 3. miejsce w klasyfikacji generalnej mistrzostw.
- Zmarł Johnny Warren, kapitan reprezentacji Australii w piłce nożnej, uczestnik finałów mistrzostw świata 1974.

## 5 listopada
- W I lidze piłkarskiej derby Warszawy – Legia pokonała Polonię 4:1 (3:0).
- Mecz derbowy także w Łodzi, w rywalizacji II-ligowych Widzewa i ŁKS padł remis 2:2.

## 4 listopada
- Kolejne mecze w Pucharze UEFA. Jedyny przedstawiciel Polski Amica Wronki uległa austriackiemu Grazer AK 1:3 (1:1) na wyjeździe.

## 3 listopada
- W trakcie meczu hokejowego zasłabł i zmarł czołowy hokeista łotewski Siergiej Żołtok, były mistrz świata juniorów w barwach ZSRR, wieloletni zawodnik ligi NHL.
- Kolejne mecze w piłkarskiej Lidze Mistrzów. Awans do kolejnej rundy rozgrywek zapewniły sobie Chelsea F.C., Juventus F.C., Olympique Lyon i Inter Mediolan. Cztery bramki w meczu ze Spartą Praga zdobył napastnik Manchesteru United Ruud van Nistelrooy, a trzy – w meczu z Anderlechtem – zawodnik Werderu Brema Ivan Klasnić. W prestiżowym pojedynku FC Barcelona pokonał A.C. Milan 2:1.
  - Zobacz: Liga Mistrzów UEFA (2004/2005)

## 2 listopada
- Rozpoczął się 59. sezon ligi koszykarskiej NBA.
- Zmarł Gerrie Knetemann, Holender, mistrz świata w kolarskim wyścigu ze startu wspólnego w 1978.

## 1 listopada
- Po wycofaniu się Andre Agassiego i Davida Nalbandiana z turnieju tenisowego w paryskiej hali Bercy wyjaśnił się skład kończącego sezon 2004 turnieju Masters. Do Federera, Roddicka, Hewitta, Moyi i Gaudio dołączyli Marat Safin, Tim Henman i Guillermo Coria.